# Файет (окръг, Охайо)
Окръг Файет (на английски: Fayette County) е окръг в щата Охайо, Съединени американски щати. Площта му е 1054 km², а населението - 28 433 души (2000). Административен център е град Вашингтон Корт Хаус.